# SN 2002bj
SN 2002bj var en supernova. Den uppstod då en stjärna exploderade i galaxen NGC 1821, i stjärnbilden
Haren.

### Fotnoter
1. ↑  Sanders, Robert. ”Rapid supernova could be new class of exploding star”. UC Newsroom (University of California, Berkeley). Arkiverad från originalet den 13 juni 2011. https://web.archive.org/web/20110613215023/http://www.universityofcalifornia.edu/news/article/22291. Läst 6 november 2009.